# Vías fluviales de Siberia

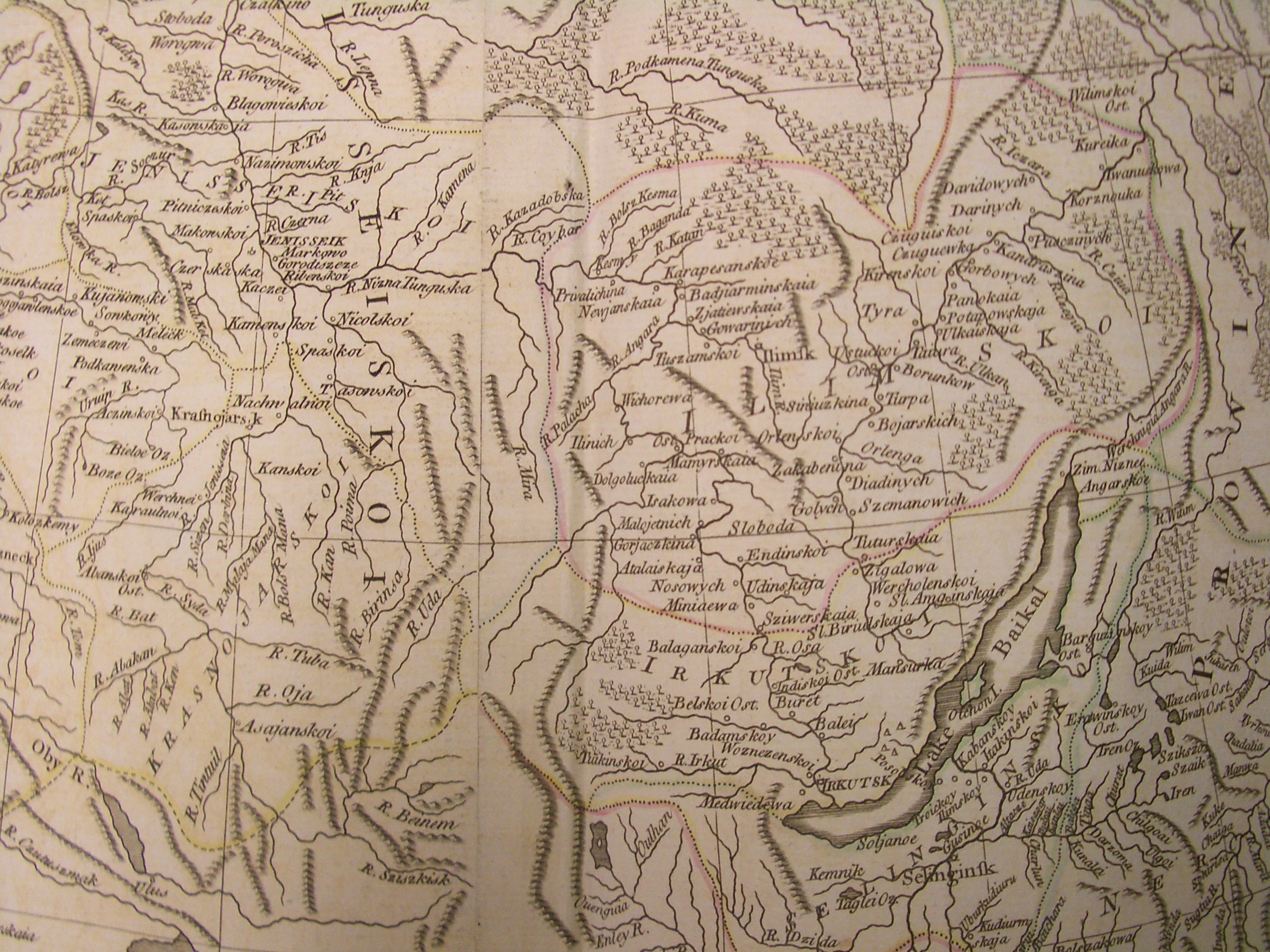
La importancia de las vías fluviales se refleja en este mapa de un atlas del mundo de 1773, que muestra una cadena continua de lugares poblados (probablemente, solo pueblos) a lo largo de los ríos Angara, Ilim y Lena. Un mapa moderno muestra en su lugar otra cadena de ciudades, está vez a lo largo de la ruta más directa del ferrocarril, desde Krasnoyarsk a Irkutsk, (de la que nada aparece en 1773), con solo unas pocas ciudades en el Angara (asociadas a las modernas presas hidroeléctricas).

Las vías fluviales de Siberia fueron las primeras vías utilizadas por los rusos para penetrar en Siberia. Antes de 1730, cuando comenzaron a construirse las carreteras en Siberia, la penetración rusa en esa región se realizaba en gran medida por los ríos. Dado que los tres grandes ríos de Siberia —Obi, Yeniséi y Lena— desaguan en el océano Ártico, el problema era encontrar las partes o ramales de esos ríos que fluyeran aproximadamente en dirección este-oeste y encontrar los portajes —cortos tramos terrestres en que las embarcaciones eran arrastradas— entre ellos que permitiesen cambiar de cuenca. Puesto que Siberia es relativamente llana, las diferencias de cota entre los distintos ríos son muy pequeñas y los recorridos de los portajes eran generalmente cortos. Debido a esto, y a la debilidad de las tribus siberianas, los cosacos rusos fueron capaces de expandirse desde los montes Urales hasta la costa del océano Pacífico en solo 60 años (1582-1643).

## Ruta meridional
- En los Urales: desde el río Volga, se remontaba aguas arriba el río Kama hasta Perm (1472).[1] A continuación había dos rutas posibles para cruzar los montes Urales, que en esta zona tienen solo alrededor de 350 m, unos 150 m más altos que las tierras bajas circundantes. Una era seguir el Kama aguas arriba, hacer un portaje y descender luego el río Tavda, para, seguir aguas abajo, en un corto tramo, por el río Tobol, hasta su confluencia con el río Irtysh. Allí se fundó el asentamiento de Tobolsk (1582). La otra alternativa era tomar en Perm el río Chusovaya, remontarlo casi hasta su fuente para hacer un portaje cerca de Ekaterimburgo (1723) y llegar al río Iset. Aguas abajo del Iset, se alcanzaba de nuevo el río Tobol, que se descendía hasta llegar a la pequeña ciudad de Tobolsk. Tobolsk está unos 700 km al este de Perm y unos 1.800 km al este de Moscú.

Esta fue la ruta utilizado por Yermak Timoféyevich en su campaña siberiana. La Ruta de Siberia, una carretera comenzada en la década de 1730, discurría al sureste, entre Perm y Kungur, y luego, otro tramo iba hacia Yekaterinburg (1723) y Tobolsk. En 1885 se construyó un ferrocarril desde Perm a Ekaterimburgo. Otra rama del ferrocarril Transiberiano (1891) va al sur de los Urales, a través de Cheliábinsk (1736), Omsk (1716) y Novosibirsk (1893).
- Cuenca del Obi: cerca de Tobolsk estaba la capital del Janato de Sibir, que fue conquistada en 1582. Descendiendo aguas abajo el río Irtysh, en dirección norte, hasta su confluencia con el río Obi. Luego se remontaba el río Obi durante 750 km[2] hasta Narym (1594), en la confluencia con el río Ket (1602), y también se remontaba éste unos 300 km hasta su cabecera. Aquí un portaje enlazaba con el río Yeniséi en Yeniseisk (1619). Yeniseisk está a unos 1.400 km de Tobolsk y 3.200 km de Moscú.

Alternativa: Se remontaba el río Obi solamente unos 450 km, hasta su confluencia con el río Vakh, que se seguía aguas arriba durante otros 500 km; luego se hacía un portaje hasta el río Simb y se descendía aguas abajo hasta el Yenesei. Finalmente se remontaba éste hasta la ciudad de Yeniseisk.
- Cuencas del río Yeniséi y del río Lena: Yeniseisk está en el río Yeniséi, a menos de 100 km al norte de su confluencia con el río Angará. Desde Yeniseisk se partía aguas arriba, hasta el Angará, que se remontando en dirección este hasta llegar a la confluencia con el río Ilim, luego se remontaba el Ilim hasta Ilimsk (1630) y se hacía un corto portaje hasta el río Kutá, y luego un corto descenso hasta la pequeña localidad de Ust-Kut (1631), a orillas del Lena. A partir de aquí, se descendía hacia el noreste el río Lena en un largo tramo de más 1.400 km en dirección noreste hasta llegar a Yakutsk (1632), localizado a 4.900 km al este de Moscú. (Yakutsk fue un importante punto de descanso y luego centro administrativo). Luego se seguía aguas abajo durante 125 km más hasta la confluencia con el río Aldán, que se remontaba hasta Ust-Maya. Se seguía, a continuación, remontando el largo río Maya o su afluente derecho, el río Yudoma.

- Mar de Ojotsk: desde cualquiera de los dos últimas rutas, solamente restaban unos 150 km y salvar una cadena de montañas de más de 600 m para alcanzar el océano Pacífico y llegar a Ojotsk (1643), a orillas del mar al que da nombre, un trayecto en el que se utilizaban tiros con caballos. El puerto de Ojotsk está a 800 km al estesureste de Yakutsk y a 5.600 km de Moscú. Después de 1712, cuando comenzaron a funcionar unos astilleros navales en Ojotsk, desde ese puerto partían los viajes por mar hacia la península de Kamchatka, las islas Kuriles, las islas Aleutianas y las costas de la actual Alaska (la América rusa).

- Cuenca del río Amur: desde 1643 hasta 1689 los rusos trataron de penetrar desde el sur del río Lena a la región del río Amur, pero fueron rechazados por los manchúes. De 1689 a 1859 la frontera ruso-china fue el río Argun y las montañas Stanovói. En 1859 Rusia se anexionó de la región del Amur. Desde el oeste, los rusos penetraron en Ulán-Udé (1666), Chitá (1653) y Nérchinsk (1654) hacia el río Argun. Desde 1727 la mayoría del comercio ruso-chino se trasladó a Kyakhta, cerca de donde el río Selenga cruza la frontera ruso-mongola.

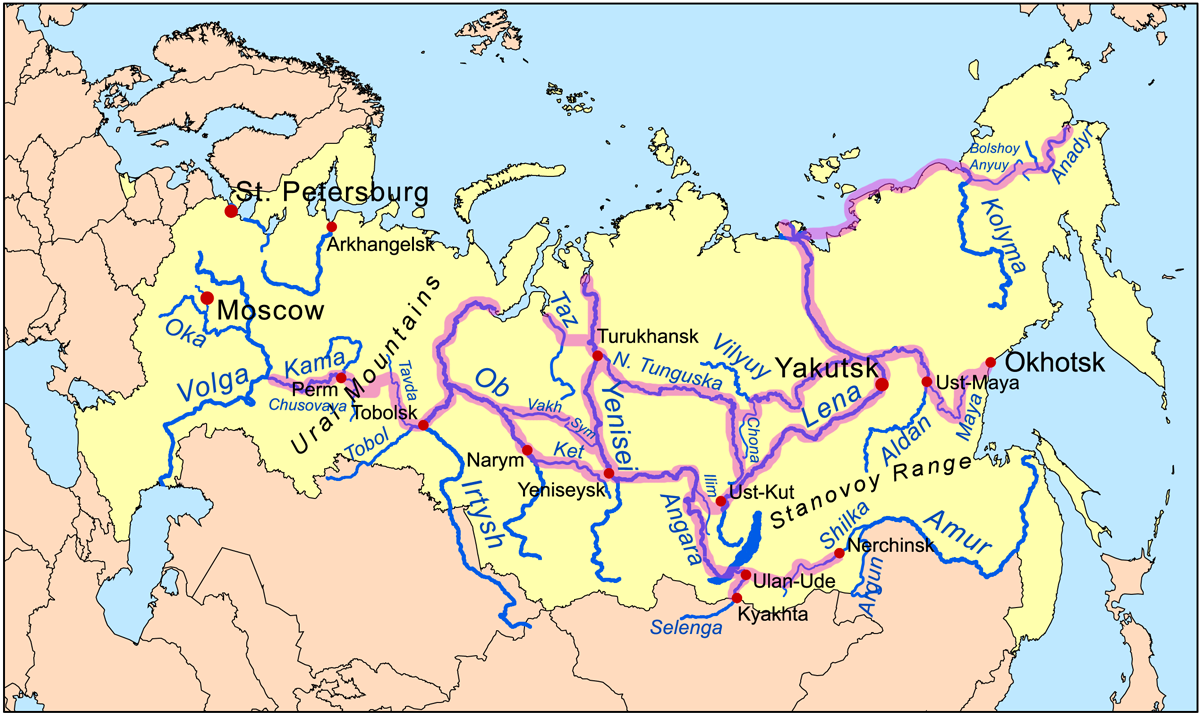
Mapa mostrando todas las rutas fluviales empleadas en la colonización de Siberia.

## Ruta septentrional
Desde al menos el siglo XII, el pueblo de los Pomors navegaba por el mar Blanco y el mar de Barents. En algún momento, se adentraron en el golfo del Obi y atravesaron por tierra la península de Yamal. Desde el golfo del Obi, se penetraba en el estuario del Taz; remontando el río Taz, se pasaba Mangazeya (1601), y aguas arriba se realizaba un portaje hasta el río Turuján llegando a Turujansk (1607), en la confluencia del río Yeniséi con el río Tunguska Inferior. Luego se seguía hacia el este, remontando aguas arriba el Tunguska y cuando éste gira al sur, se hacía un nuevo portaje al río Chona, un afluente del río Vilyuy. Se descendía el Vilyuy hacia el río Lena, y por el Lena se llegaba hasta Yakutsk. Yakutsk está a unos 2400 km del estuario del Taz. 
Una alternativa era también seguir por el río Bajo Tunguska hasta Kirensk (1630) (175 km al noreste de Ust-Kut), hacer un breve portaje al río Lena, y desde el Lena llegar a Yakutsk.

## Ruta del nordeste
Más allá del río Lena y del río Aldán, hay pocos ríos que discurran de este a oeste y no hay buenos portajes debido a las montañas. Hubo una ruta por tierra, que partía hacia el norte desde Yakutsk y luego iba al este desde el interior hasta la costa. Aunque la penetración rusa comenzó en la década de 1630, fue siempre muy escasa debido a los rigores del clima, la falta de transportes y la resistencia nativa. Hay 1.800 km desde Yakutsk al estrecho de Bering. 

## Declive de las rutas fluviales
La frontera sur de Siberia se corresponde con la frontera entre el bosque-estepa. La penetración rusa en Asia se limita a la zona forestal, tanto porque los cosacos tenía las habilidades viajar a través de ríos y bosques, en una zona en que los pueblos indígenas eran pocos y débiles, como porque su expansión fue pagada por el comercio de pieles. A diferencia de la Rusia propiamente dicha, hubo pocos intentos de penetrar en la estepa. La construcción de carreteras comenzó en la década de 1730. Aunque siempre hay algunos campesinos, la colonización masiva de campesinos no comenzó hasta la década de 1860. El ferrocarril Transiberiano se inició en 1891. En el siglo XX se construyeron carreteras, pero el tramo norte del Amur todavía no está completo. Naturalmente, todo este desarrollo se llevó tan al sur como fue posible. El resultado es un modelo análogo al de Canadá, en el que los rusos establecieron un largo y estrecho cinturón a lo largo de la frontera sur con ramificaciones hacia el norte, principalmente donde existían yacimientos de minerales. Los ríos se siguen utilizando, pero en su mayoría en trayectos de transporte norte-sur desde el ferrocarril transiberiano. 

Mapa de la ruta de Siberia (en verde, en el ; y en rojo, a comienzos del.